# Bénédicte Dargent
Pour les articles homonymes, voir Dargent.
Bénédicte Dargent est une chercheuse française en neurobiologie. Directrice de recherche au CNRS, elle exerce au Centre de recherche en neurobiologie et neurophysiologie de  Marseille à l'université de la Méditerranée Aix-Marseille II.

## Récompenses et distinctions
- Médaille d'argent du CNRS (2010)[2]